# Tagela cayuga
Tagela cayuga är en fjärilsart som beskrevs av William Schaus 1921. Tagela cayuga ingår i släktet Tagela och familjen tandspinnare. Inga underarter finns listade i Catalogue of Life.